# メディーバル 甦ったガロメアの勇者
『メディーバル 甦ったガロメアの勇者』 (MediEvil)は、SCEケンブリッジスタジオ（後のゲリラケンブリッジ）が開発した、PlayStation用アクションアドベンチャーゲーム。
2019年には「メディーバル」として　今作のフルリメイク作がPS4向けに発売予定。Other Ocean Interactiveが開発を担当する。
今作の主人公ダニエルフォーテスクが活躍するゲームとして　他に「プレイステーション オールスター・バトルロイヤル」(2013)がある。

## 概要
SCEEが最初に開発したゲームであるが、1995年にMillennium Interactive.が開発を行った事から始まる。鱈が主人公のゲーム、『ジェームズ・ポンド』シリーズを手がけたChris Sorrellがこのゲームのオリジナルのコンセプトを制作しゲームのクリエイティブ・ディレクターを務めた。開発当初は『Dead Man Dan』と言うタイトルを考えていた。Sorrellはティム・バートンの『ナイトメアー・ビフォア・クリスマス』とカプコンの『魔界村』の大ファンで両作品の融合したゲームだったとSorrellは述べている。ゲームのリード ・アーティスト及びデザイナーを担当したJason Wilsonはゴシックの影響されたアートワークに対する彼の関心を共有した。開発発展により、Wilsonはアーケード・スタイルの概念と対照的にゲームを『ゼルダの伝説』の様な要素も入れ込んだ。開発者は完成したこのゲームのデモ映像を最初にWindowsやセガサターンや他のPlayStationなどの複数のプラットフォームに見せて売り込もうとしていた。最終的にソニーが興味を示し、Millennium Interactive.の全スタジオを買収し、SCEケンブリッジスタジオとなった事で、このゲームの開発所有権を手に入れた。
2000年に続編の2作『MediEvil 2』と、2005年にPSPリメイクの『MediEvil: Resurrection』が発売されている（何れも日本未発売）。またPlayStation 2にて続編3作目の『MediEvil 3: Fate’s Arrow』の開発計画があったがキャンセルとなり開発されなかった。ソニーはメディーバルの3作目の開発を忘れておらず、別の開発者によりPlayStation 3やPlayStation 4で3作目を開発しようとしていたが、今のところキャンセル状態である。その後2018年にPS4で一作目のリメイクが発表された。
ゲームの舞台は13世紀の中世のイギリスであるが、舞台となるガロメア王国は架空である。プレイヤーは骸骨の姿となって復活した、騎士ダニエル・フォーテスクとなり、ガロメア王国を守る為、ザ・ロック率いる魔物と戦う。
各ステージでは、アクションを駆使して敵を倒していく。出口に向かうまでの随所に石盤がなければ開かない扉がある。ときには他のステージで入手したアイテムを使う、といった謎解き要素の強い場面もある。アイテムの取り忘れなど、気になるところがある時にも、クリアしたステージの再プレイが可能。

## あらすじ
ガロメア王国を魔物を率いて、王国支配を企むザ・ロックと言う名の妖術使いがいた。王に仕えていた騎士ダニエル・フォーテスクは王国軍を率いてザ・ロックの魔物と戦い、勝利するが深傷を負い、静かに永遠の眠りにつき、「ガロメアの勇者」と称えられていた。100年後、ザ・ロックが復活し、ガロメア王国は危機にあった。墓地から復活したダニエル・フォーテスクは再びガロメア王国を救うため立ち向かう。